# 河南煤业化工集团煤气化公司
河南煤业化工集团煤气化公司（前稱為河南省煤气（集团）有限责任公司），河南煤業化工集團旗下公司，是在1996年成立，主要業務从事煤制气生产、输配、销售的大型煤化工。現任董事長陈国桢。旗下企業包括义马气化厂、管道输气公司、物资供应分公司、直属销售部、郑州安腾燃气、义马协力化工、郑州国龙矿业、渑池燃气公司等。
2008年，母公司和另外3家企業合併，組成河南煤業化工集團。

## 連結
- 河南煤业化工集团煤气化公司